# Sabazios
Sabazios is van de Frygische en Thracische mythologie de nomadische stormgod en vadergod. In de Indo-Europese talen zoals Frygisch gaat het '-zios' element in de naam terug op Dyeus, de gemeenschappelijke voorloper van 'dios', 'deus' (god) en ook van de naam Zeus. Alhoewel de oude Grieken de Frygische Sabazios zowel met Zeus als met Dionysus associeerden, toonden afbeeldingen hem altijd te paard, als een nomadische ruitergod die met zijn typische staf zwaait, en dit tot in de oud-Romeinse tijden toe.

## Thracisch/Frygische Sabazios
Naar alle waarschijnlijkheid brachten de migrerende Frygiërs Sabazios met zich mee toen zij zich in Anatolië vestigden rond 1200 v.Chr., terwijl de oorsprong van deze godheid moet gezocht worden in Macedonië en westelijk Thracië. De Macedoniërs waren opmerkelijke ruiters, paardenfokkers en vereerders van het paard tot in de tijd van Philippus II van Macedonië.

## De god te paard
Er bevinden zich meerdere "ruitergod" steles bij het Burdur museum in Turkije. De ruitergod komt voor op munten geslagen te Tlos, in het naburige Lycië, en in Istrus, in de provincie van Lager Moesia, tussen Thracië en de Donau. Deze dateren uit de periode van de Romeinse keizer Gordianus III. Men neemt algemeen aan dat de grootvader van de jonge keizer afkomstig was uit Anatolië, dit vanwege zijn ongewone naam, Gordianus

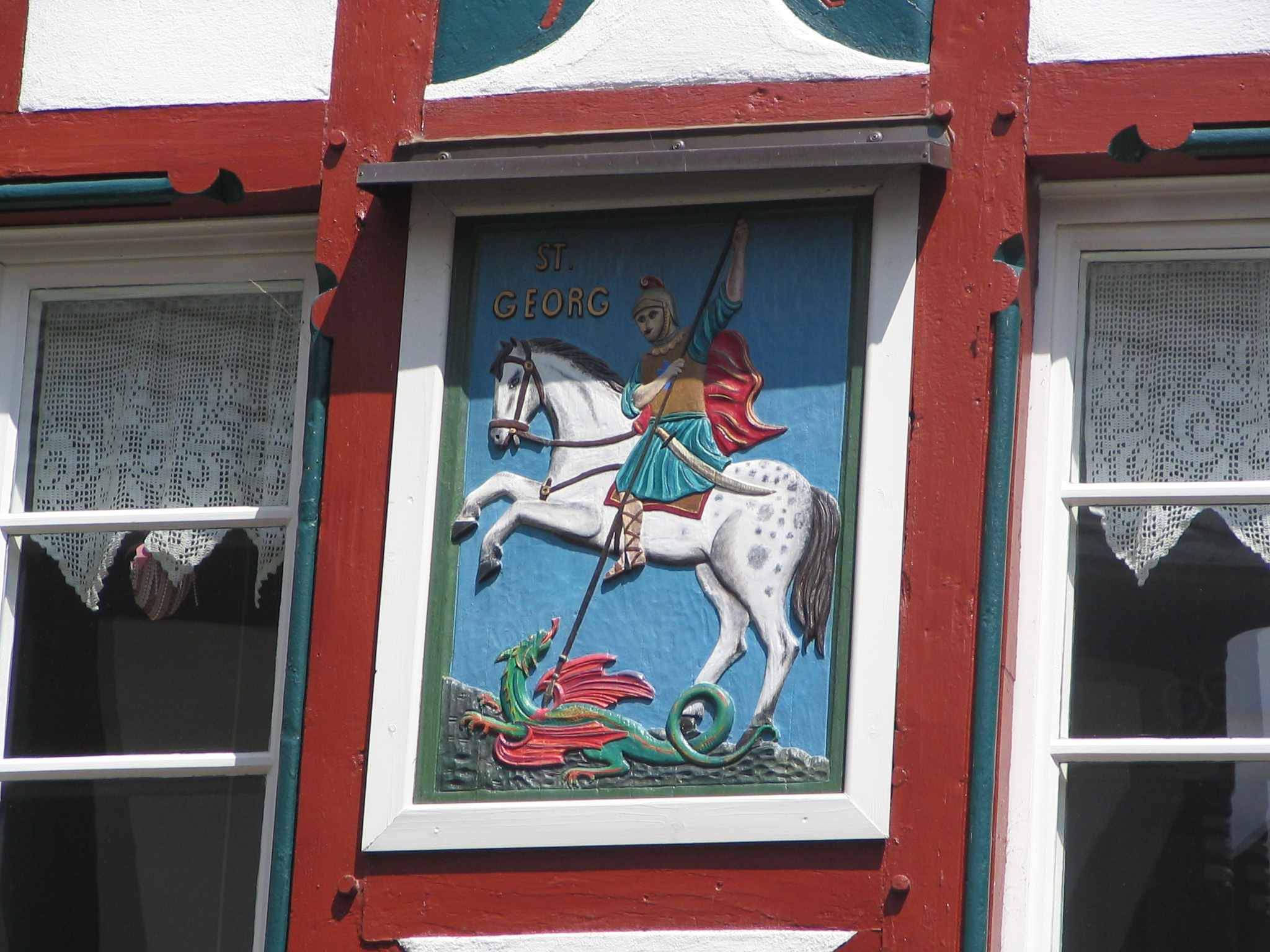
Sint Joris

Het iconografisch beeld van de god of de held te paard, die de chtonische slang aanvalt die door zijn paard wordt vertrappeld, duikt ook op in de reliëfs van Keltische votiefzuilen en werd door bij de kerstening moeiteloos omgezet in het beeld van Sint Joris met de draak.
Kleine votiefhandjes, doorgaans uit koper of brons, worden vaak met de cultus van Sabazios geassocieerd. Vaak zijn ze van een kleine perforatie voorzien aan de onderkant, waardoor men meent dat ze aan houten staanders werden gehangen en in processies meegedragen. De symboliek van deze voorwerpen is niet duidelijk. Een voorbeeld ziet men in het museum van Mariemont bij La Louvière in het Belgische Henegouwen en het Cleveland Museum of Art.

## Transformatie totSabazius
De typische benadering van syncretisme vanuit het Griekse geloof heeft alle onderscheid doen vervagen. Latere Griekse schrijvers zoals Strabo uit de 1e eeuw v.Chr. lieerden Sabazios met Zagreos, onder Frygische dienaars en aanhangers van de heilige riten van Rhea en Dionysus. Strabo's tijdgenoot Diodorus Siculus laat Sabazios samengaan met de geheime 'tweede' Dionysus, die geboren werd uit Zeus en Persephone. Clemens van Alexandrië was gemeld dat de mysteriecultus van Sabazius, zoals die door de Romeinen werd gevoerd, te maken had met een slangensymbool, een chtonisch schepsel zonder verband met de bereden hemelgod van Frygië: " 'God in de boezem' is een tegenindicatie van de mysteriën van de adepten van Sabazius, rapporteert Clemens, "Dit is een slang die door de boezem van de geïnitieerden is gegaan".
Veel later vermeldt de Griekse encyclopedie Sudas (10e eeuw?) simpelweg Sabazios... is dezelfde als Dionysos. Hij kreeg deze aanspreektitel vanwege de ritus rond hem; want de barbaren roepen de bacchic schreeuw 'sabazein'. Daarom volgen sommige Grieken die na en roepen de schreeuw 'sabasmos': daardoor [wordt] Dionysos Sabazios. Ze noemden ook vaak locaties die aan hem en zijn Bachanten waren toegewijd 'saboi'... Demosthenes [heeft het erover] in [zijn rede] 'Aangaande Ktesiphon'. Sommigen zeggen dat Saboi de term is ter aanduiding van de toegewijden van Sabazios, dat wil zeggen van Dionysos, net zoals die [toegewijden] van Bacchus Bacchoi [zijn]. Ze zeggen dat Sabazios en Dionysos dezelfde zijn. Zodoende zeggen sommigen ook dat de Grieken de Bacchoi Saboi noemen." De term 'barbaren' is hier ook verhelderend: een niet Griekssprekend Frigiër werd als een barbaar beschouwd, maar nooit noemde een Griek ooit een Kretenzer 'barbaar'.

## De Joodse connectie
De eerste Joden die zich in Rome vestigden werden uitgewezen op grond van een wet die het volgen van de cultus van "Jupiter Sabazius" verbood, aldus Valerius Maximus. Men vermoedt dat de Romeinen de Joodse Jahweh Sabaoth ("van de heerscharen") als Sabazius identificeerden:
"Cnaeus Cornelius Hispalus, praetor peregrinus in het jaar van het consulaat van Marcus Popilius Laenas en Lucius Calpurnius, gebood de sterrenwichelaars bij edict om Rome en Italië te verlaten binnen de tien dagen, omdat zij door valselijke interpretatie van de sterrenhemel mensen met labiele domme geesten in de war brachten, waarbij zij voordeel haalden uit hun leugens. Dezelfde praetor gelastte de Joden, die probeerden de Romeinse gebruiken te infecteren met de cultus van Jupiter Sabazius, om naar hun thuis terug te keren."
— Valerius Maximus, Negen Boeken van Memorabele Daden en Uitspraken i.3, 2
De datum komt overeen met het jaar 139 v.Chr.